# 7-я гвардейская воздушно-десантная дивизия (РККА)
7-я гвардейская воздушно-десантная Черкасская Краснознамённая ордена Богдана Хмельницкого дивизия — воздушно-десантная дивизия, соединение Воздушно-десантных войск Советского Союза в годы Великой Отечественной войныв составе 68-й армии, 52-й армии, 4-й гвардейской армии, Северо-Западного, 2-го и 3-го Украинских фронтов.

## История и боевой путь дивизии
Сформирована в декабре 1942 года в г. Раменское на базе управления 5-го воздушно-десантного корпуса и частей 7-й, 10-й и 201-й воздушно-десантных бригад.
Отличилась в июле-августе 1943 года во время Белгородско-Харьковской наступательной операции, в том числе при отражении мощного немецкого контрудара под Ахтыркой.
В июне 1945 года переформирована в 115-ю гвардейскую стрелковую дивизию.
4 июня 1957 года переформирована в 22-ю гвардейскую танковую дивизию.
В сентябре 1990 г. 22-я гвардейская танковая дивизия расформирована и на её место в пгт Черкасское прибыла из Венгрии 93-я гвардейская мотострелковая дивизия.

## Периоды вхождения в состав Действующей армии
- 13 февраля 1943 года — 18 апреля 1943 года
- 18 июля 1943 года — 22 июля 1943 года
- 13 августа 1943 года — 4 сентября 1944 года
- 3 ноября 1944 года — 9 мая 1945 года.

## Боевой состав
- 18-й гвардейский воздушно-десантный стрелковый полк;
- 21-й гвардейский воздушно-десантный стрелковый полк;
- 29-й гвардейский воздушно-десантный стрелковый полк;
- 10-й гвардейский воздушно-десантный артиллерийский полк;
- 8-й отдельный гвардейский воздушно-десантный самоходный артиллерийский дивизион (до 13 октября 1944 года — 8-й отдельный гвардейский воздушно-десантный истребительно-противотанковый дивизион;[5]
- 9 -я отдельная гвардейская воздушно-десантная разведывательная рота;
- 11-й отдельный гвардейский воздушно-десантный сапёрный батальон
- 12-я отдельная гвардейская рота связи;
- 4-й отдельный медико-санитарный батальон;
- 1 -я отдельная гвардейская рота химической защиты;
- 2-я автотранспортная рота;
- 3-я полевая хлебопекарня;
- 5-й дивизионный ветеринарный лазарет;
- 2622-я полевая почтовая станция;
- 1819-я полевая касса Государственного банка.[4]

- управление (Черкасское)
- 223-й танковый полк (Черкасское)
- 302-й гвардейский танковый ордена Богдана Хмельницкого полк[6] (Черкасское)
- 317-й гвардейский танковый Рымникский полк[6] (Черкасское)
- 360-й гвардейский мотострелковый Краснознамённый, ордена Кутузова полк[7] (Черкасское)
- 871-й гвардейский самоходный артиллерийский орденов Кутузова и Александра Невского полк[8] (Черкасское)
- 1069-й зенитный ракетный полк (Черкасское)
- отдельный ракетный дивизион (Черкасское)
- отдельный разведывательный батальон (Черкасское)
- 277-й отдельный гвардейский инженерно-сапёрный батальон (Черкасское)
- 566-й отдельный гвардейский батальон связи (Черкасское)
- отдельный ремонтно-восстановительный батальон (Черкасское)
- отдельный медицинский батальон (Черкасское)
- отдельный батальон материального обеспечения (Черкасское)
- отдельная рота химзащиты (Черкасское)
- ОВКР (Черкасское)[3]

## Подчинение
| Дата             | Фронт (округ)                               | Армия                     | Корпус                             | Примечания            |
| ---------------- | ------------------------------------------- | ------------------------- | ---------------------------------- | --------------------- |
| 01.01.1943 года  | Резерв Ставки Верховного Главнокомандования | Воздушно-десантные войска | -                                  | —                     |
| 01.02.1943 года  | Резерв Ставки Верховного Главнокомандования | Воздушно-десантные войска | -                                  | —                     |
| 01.03.1943 года  | Северо-Западный фронт                       | 68-я армия                | -                                  | -                     |
| 01.04.1943 года  | Северо-Западный фронт                       | 68-я армия                | -                                  | -                     |
| 01.05.1943 года  | Резерв Ставки Верховного Главнокомандования | 24-я армия                | 20-й гвардейский стрелковый корпус | Степной военный округ |
| 01.06. 1943 года | Резерв Ставки Верховного Главнокомандования | 4-я гвардейская армия     | 20-й гвардейский стрелковый корпус | Степной военный округ |
| 01.07. 1943 года | Резерв Ставки Верховного Главнокомандования | 4-я гвардейская армия     | 20-й гвардейский стрелковый корпус | Степной военный округ |
| 01.08.1943 года  | Резерв Ставки Верховного Главнокомандования | 4-я гвардейская армия     | 20-й гвардейский стрелковый корпус | -                     |
| 01.09.1943 года  | Воронежский фронт                           | 4-я гвардейская армия     | 20-й гвардейский стрелковый корпус | -                     |
| 01.10.1943 года  | Воронежский фронт                           | 4-я гвардейская армия     | 20-й гвардейский стрелковый корпус | -                     |
| 01.11.1943 года  | 2-й Украинский фронт                        | 4-я гвардейская армия     | 20-й гвардейский стрелковый корпус | -                     |
| 01.12.1943 года  | 2-й Украинский фронт                        | 52-я армия                | 73-й стрелковый корпус             | -                     |
| 01.01.1944 года  | 2-й Украинский фронт                        | 52-я армия                | 73-й стрелковый корпус             | -                     |
| 01.02.1944 года  | 2-й Украинский фронт                        | 4-я гвардейская армия     | 20-й гвардейский стрелковый корпус | -                     |
| 01.03.1944 года  | 2-й Украинский фронт                        | 4-я гвардейская армия     | 20-й гвардейский стрелковый корпус | -                     |
| 01.04.1944 года  | 2-й Украинский фронт                        | 4-я гвардейская армия     | 20-й гвардейский стрелковый корпус | -                     |
| 01.05.1944 года  | 2-й Украинский фронт                        | 4-я гвардейская армия     | 20-й гвардейский стрелковый корпус | -                     |
| 01.06.1944 года  | 2-й Украинский фронт                        | 4-я гвардейская армия     | 20-й гвардейский стрелковый корпус | -                     |
| 01.07.1944 года  | 2-й Украинский фронт                        | 4-я гвардейская армия     | 20-й гвардейский стрелковый корпус | -                     |
| 01.08.1944 года  | 2-й Украинский фронт                        | 4-я гвардейская армия     | 20-й гвардейский стрелковый корпус | -                     |
| 01.09.1944 года  | 2-й Украинский фронт                        | 4-я гвардейская армия     | 20-й гвардейский стрелковый корпус | -                     |
| 01.10.1944 года  | Резерв Ставки Верховного Главнокомандования | 4-я гвардейская армия     | 20-й гвардейский стрелковый корпус | -                     |
| 01.11.1944 года  | Резерв Ставки Верховного Главнокомандования | 4-я гвардейская армия     | 20-й гвардейский стрелковый корпус | -                     |
| 01.12.1944 года  | 3-й Украинский фронт                        | 4-я гвардейская армия     | 20-й гвардейский стрелковый корпус | -                     |
| 01.01.1945 года  | 3-й Украинский фронт                        | 4-я гвардейская армия     | 20-й гвардейский стрелковый корпус | -                     |
| 01.02.1945 года  | 3-й Украинский фронт                        | 4-я гвардейская армия     | 20-й гвардейский стрелковый корпус | -                     |
| 01.03.1945 года  | 3-й Украинский фронт                        | 4-я гвардейская армия     | 20-й гвардейский стрелковый корпус | -                     |
| 01.04.1945 года  | 3-й Украинский фронт                        | 4-я гвардейская армия     | 20-й гвардейский стрелковый корпус | -                     |
| 01.05.1945 года  | 3-й Украинский фронт                        | 4-я гвардейская армия     | 20-й гвардейский стрелковый корпус | -                     |

## Командиры
- Парафило Терентий Михайлович, гвардии генерал-майор береговой службы (декабрь 1942 года — июнь 1943 года)
- Микеладзе Михаил Герасимович, гвардии генерал-майор (июль 1943 — декабрь 1943 года)
- Дрычкин Дмитрий Аристархович, гвардии полковник, с 19 апреля 1945 гвардии генерал-майор, (декабрь 1943 года — май 1945 года).

## Награды дивизии
- ??? — Почетное звание «Гвардейская» — присвоено приказом Народного комиссара обороны СССР при формировании.
- 14 декабря 1943 года — Почетное наименование «Черкасская» — присвоено приказом Верховного Главнокомандующего от 14 декабря 1943 года за отличия в боях при освобождении города Черкассы.
- 26 февраля 1944 года —  Орден Красного Знамени — награждена Указом Президиума Верховного Совета СССР от 26 февраля 1944 года за образцовое выполнение боевых заданий командования в боях по завершению уничтожения окруженной группировки немецких захватчиков в районе города Корсунь-Шевченковский и проявленные при этом доблесть и мужество.[10]
- 19 марта 1944 года —  Орден Богдана Хмельницкого II степени — награждена Указом Президиума Верховного Совета СССР от 19 марта 1944 года за образцовое выполнение заданий командования в боях за освобождение города Умани и проявленные при этом доблесть и мужество.[11]

Награды частей дивизии:
- 18-й гвардейский воздушно-десантный стрелковый Краснознаменный[12] ордена Кутузова[13] полк;
- 21-й гвардейский воздушно-десантный стрелковый Будапештский[14] ордена Кутузова[13] полк ;
- 29-й гвардейский воздушно-десантный стрелковый Венский[15] ордена Кутузова[16] полк;
- 10-й гвардейский воздушно-десантный артиллерийский орденов Кутузова[13] и Александра Невского[12] полк;
- 8-й отдельный гвардейский воздушно-десантный самоходный артиллерийский ордена Богдана Хмельницкого[13] дивизион

## Отличившиеся воины
Герои Советского Союза:
- Зверев, Георгий Ефимович, гвардии подполковник, командир 29 гвардейского стрелкового воздушно-десантного полка. Указ Президиума Верховного Совета СССР от 28 апреля 1945 года;
- Мац, Григорий Зельманович, гвардии старший лейтенант, командир батареи 8-го отдельного гвардейского воздушно-десантного истребительно-противотанкового дивизиона. Указ Президиума Верховного Совета СССР от 17 мая 1944 года;
- Машаков, Александр Родионович, гвардии капитан, командир роты автоматчиков 29 гвардейского воздушно-десантного стрелкового полка. Указ Президиума Верховного Совета СССР от 22 февраля 1944 года. Звание присвоено посмертно.

 Кавалеры ордена Славы трёх степеней.
- Телюков, Василий Андреевич, гвардии старший сержант, командир отделения разведки 10 гвардейского воздушно-десантного артиллерийского полка. Указ Президиума Верховного Совета СССР от 15 мая 1946 года.